# The Problemist
The Problemist est une revue britannique de problèmes d'échecs fondée par Thomas Dawson qui paraît de façon continue depuis janvier 1926. Elle portait originellement le sous-titre Proceedings of the British Chess Problem Society, puis les mots Proceedings of ont été supprimés en janvier 1985.